# Mama Patera
La Mama Patera è una struttura geologica della superficie di Io.